# Parque nacional White Sands

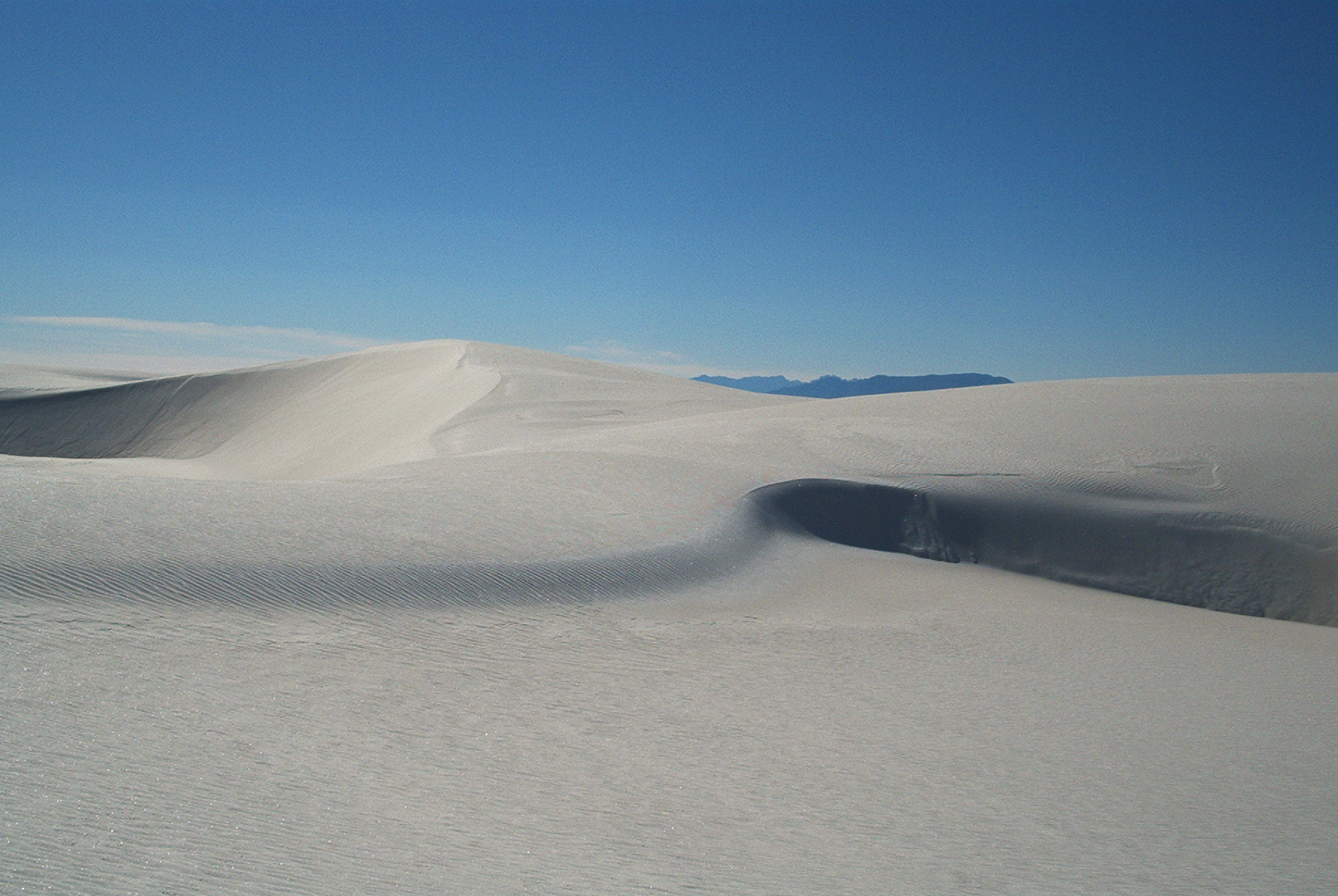
Dunas de yeso en White Sands

El parque nacional White Sands (en inglés: White Sands National Park, refiriéndose  White Sands (lit., 'Arenas Blancas') a un lugar designado para el censo) es un parque nacional estadounidense ubicado en el estado de Nuevo México y completamente rodeado por la Polígono de Misiles de White Sands. El parque protege 589,9 km² en la cuenca del Tularosa, incluido el 41 % meridional de un campo de 710 km² de dunas de arena blanca compuestas de cristales de yeso. Este campo de dunas de yeso es el más grande de su tipo en la Tierra, con una profundidad de aproximadamente 9,1 m, dunas de hasta 18 m y aproximadamente 4100 millones de toneladas métricas de arena de yeso.
El parque está a unos 25 km al suroeste de Alamogordo, al oeste del condado de Otero y noreste del condado de Doña Ana.

## Yacimiento arqueológico

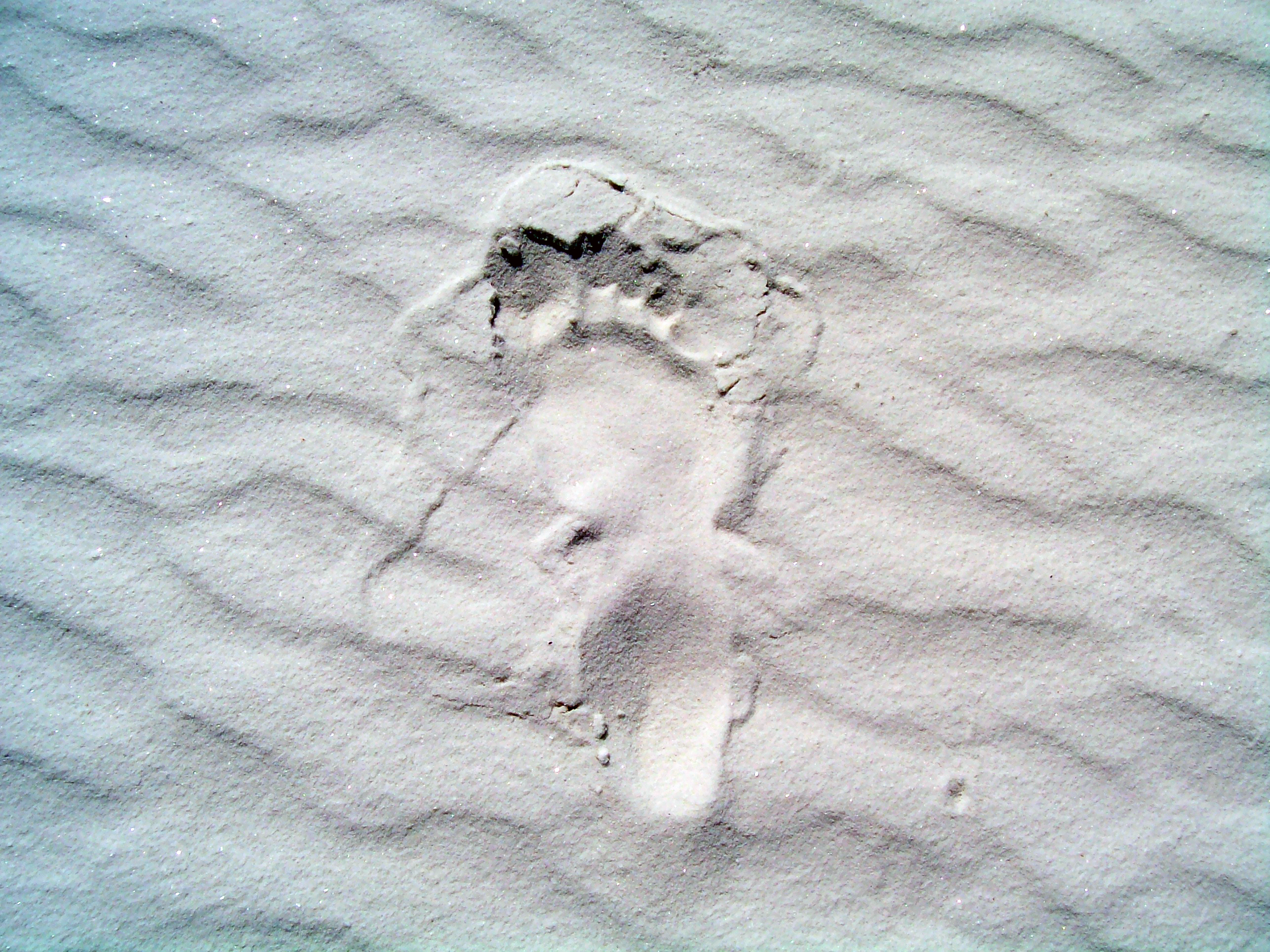
Huellas de pisadas fosilizadas de una mujer y un niño en White Sands.

Los arqueólogos encontraron huellas humanas fosilizadas en este parque, que registran más de un kilómetro y medio de un viaje de ida y vuelta y forman la doble huella humana del Pleistoceno tardío más larga del mundo. Una adolescente o una mujer adulta pequeña, probablemente embarazada, hizo dos viajes separados por al menos varias horas, llevando a un niño pequeño en al menos una dirección. También hay huellas de un perezoso gigante y un mamut. Las huellas humanas  están estratigráficamente restringidas y delimitadas por capas de semillas datadas por radiocarbono entre aproximadamente 23 000 y 21 000 años atrás.
Los primeros grupos en entrar en la cuenca del Tularosa fueron excelentes cazadores y fabricantes de herramientas de piedra. Utilizaron piedra de las montañas cercanas para elaborar puntas de proyectil para lanzas. Hasta hace aproximadamente 12 000 años, la cuenca del Tularosa presentaba grandes lagos, arroyos, praderas y mamíferos de la Edad de Hielo. Hasta el final del período glacial más reciente, los grupos del período paleoindio obtuvieron caza mayor ene los exuberantes pastizales, utilizando lanzas arrojadas a mano. A medida que el clima se calentó, la lluvia y el deshielo disolvieron el yeso de las montañas circundantes y lo llevaron a la cuenca. Un mayor calentamiento y secado hizo que los lagos se evaporaran y formaran cristales de selenita. Luego, los fuertes vientos rompieron los cristales y los transportaron hacia el este. Un proceso similar continúa produciendo arena de yeso en la actualidad. La gente que habitó  posteriormente en la región, se adaptó para sobrevivir en el desierto en el que see conoce como período Arcaico.

## Fauna
Miles de especies de animales habitan en el parque, gran parte de ellas de invertebrados. Varias especies animales presentan una coloración blanca o blanquecina. Al menos 45 especies son endémicas, viven solo en este parque, y 40 de ellas son especies de polillas. La cuenca de Tularosa también ha visto una serie de pobladores humanos, desde los paleoamericanos hace 12 000 años hasta los modernos agricultores, ganaderos y mineros .

## Monumento nacional
El parque nacional White Sands fue designado originalmente como monumento nacional —«Monumento Nacional White Sands»— el 18 de enero de 1933 por el presidente Herbert Hoover, y el Congreso lo volvió a designar como parque nacional el 20 de diciembre de 2019. Es el sitio del NPS más visitado en Nuevo México, con aproximadamente 600 000  visitantes cada año. El parque cuenta con un recorrido en automóvil desde el centro de visitantes hasta el corazón de las dunas, áreas de pícnic, cámpines en la trasera del campo de dunas, senderos marcados para caminatas y paseos en trineo por las dunas. La orientación guiada por guardabosques y las caminatas por la naturaleza ocurren en varias épocas y meses durante todo el año.
El 30 de enero de 2008, el monumento nacional de las Arenas Blancas fue incluido en la Lista indicativa de Estados Unidos, los bienes que el país remite a la UNESCO al considerarlos candidatos a ser declarados Patrimonio de la Humanidad.

## Historia
Los apache mescaleros ya vivían en este lugar antes de la llegada de los europeos. Familias hispanas iniciaron comunidades agrícolas en el área del Tularosa en 1861 y en la La Luz en 1863.

### Preparativos para un parque nacional
La idea de crear un parque nacional se remonta al año 1898, cuando un grupo de El Paso propuso el parque nacional de Mescalero. En enero de 1933, el presidente Herbert Hoover creó el Monumento de las Arenas Blancas. La dedicación y gran apertura fue el 29 de abril de 1934.

### Ciudades cercanas
- Álamo Gordo
- El Paso (Texas)
- Las Cruces (Nuevo México)

## Galería de imágenes

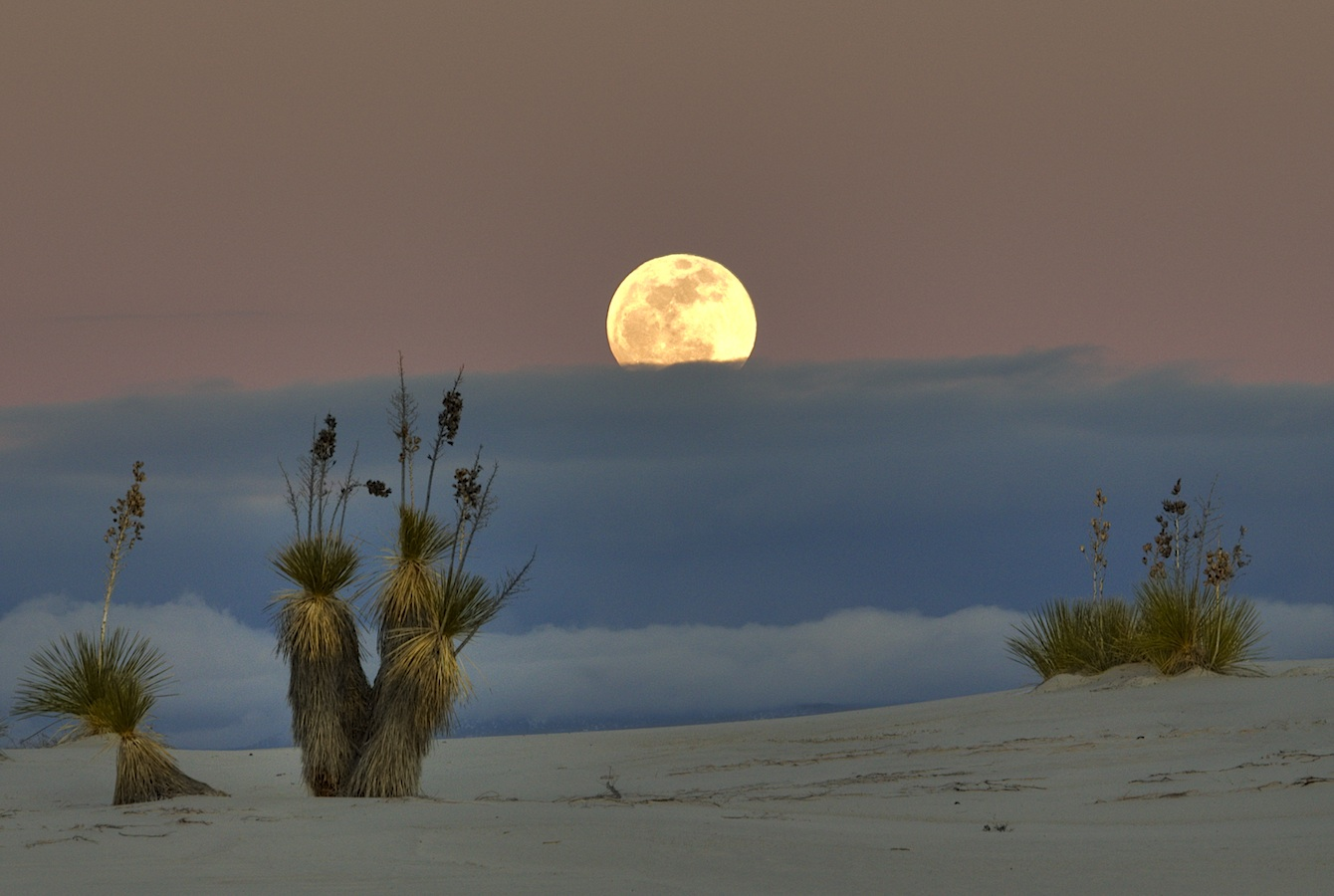
Crepúsculo
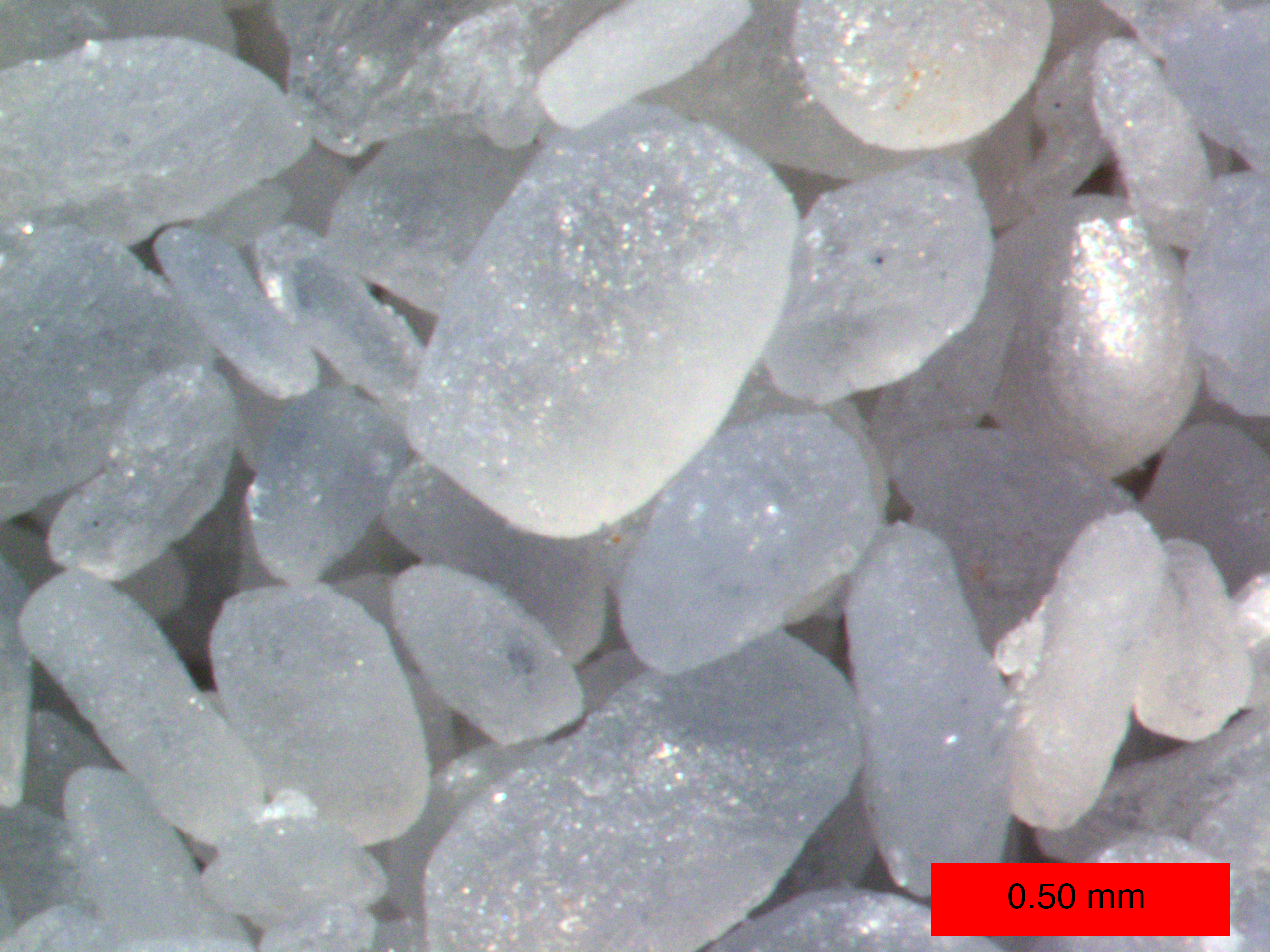
Arena de aljez del Monumento
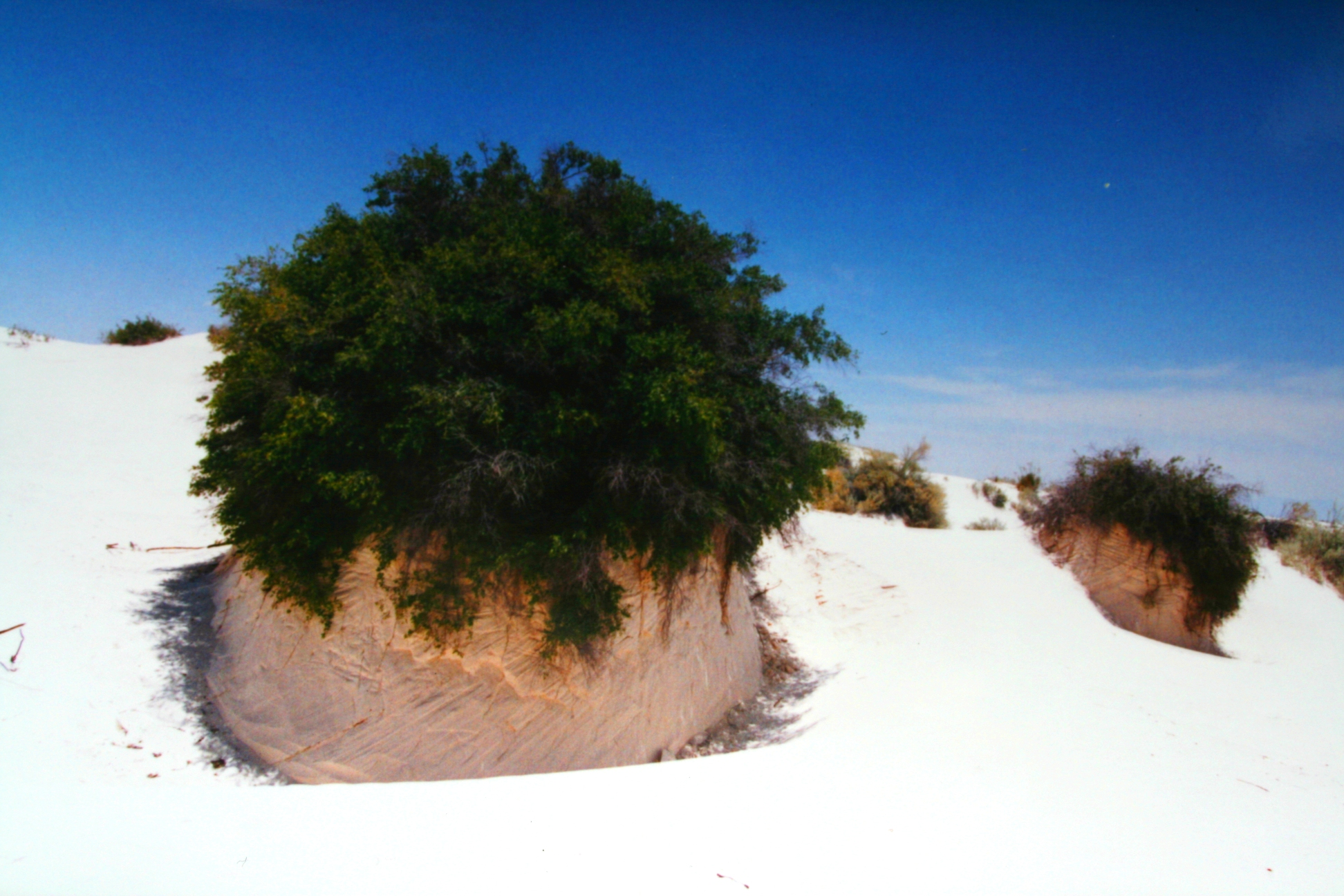
Vegetación del Monument

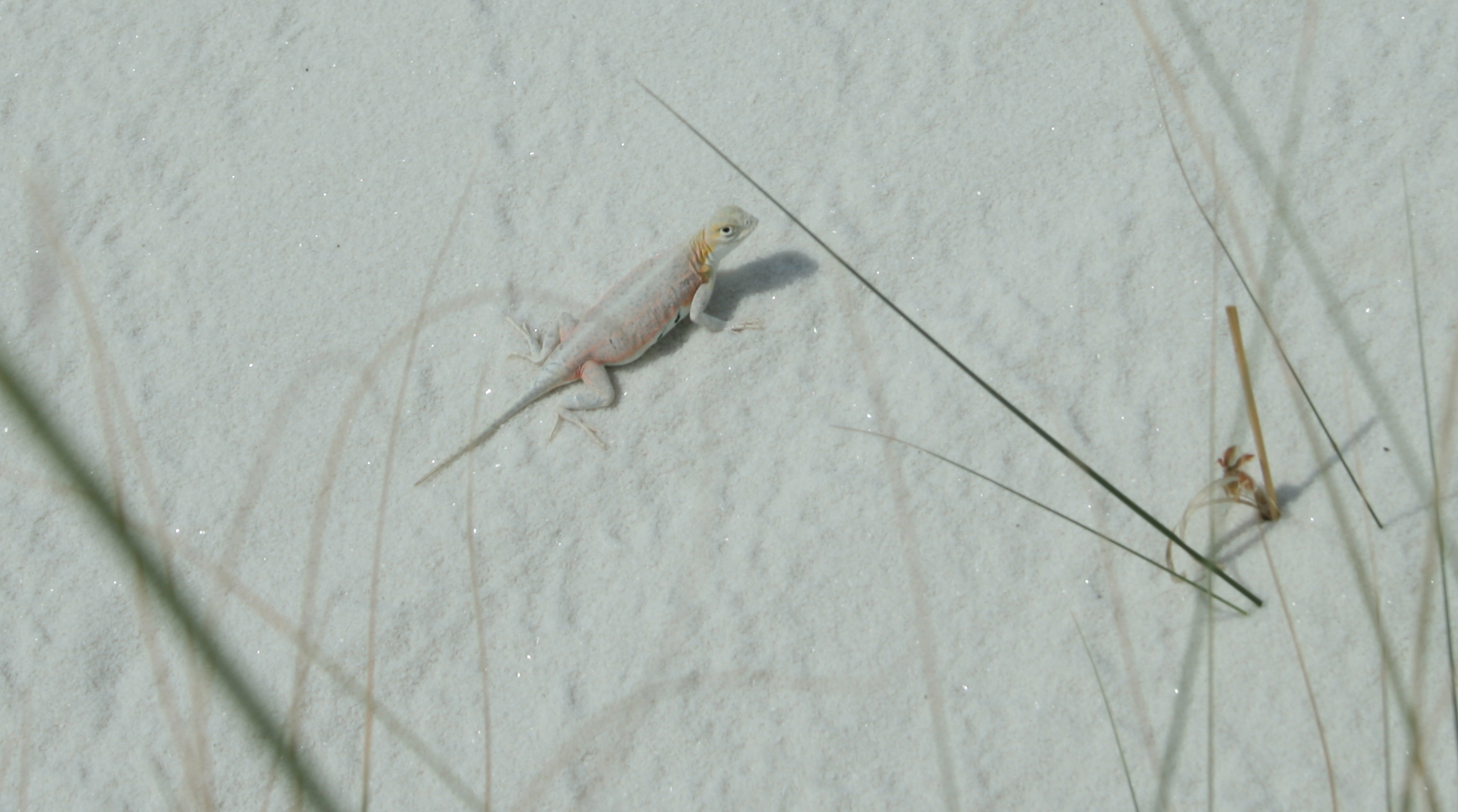
Fauna del Monumento
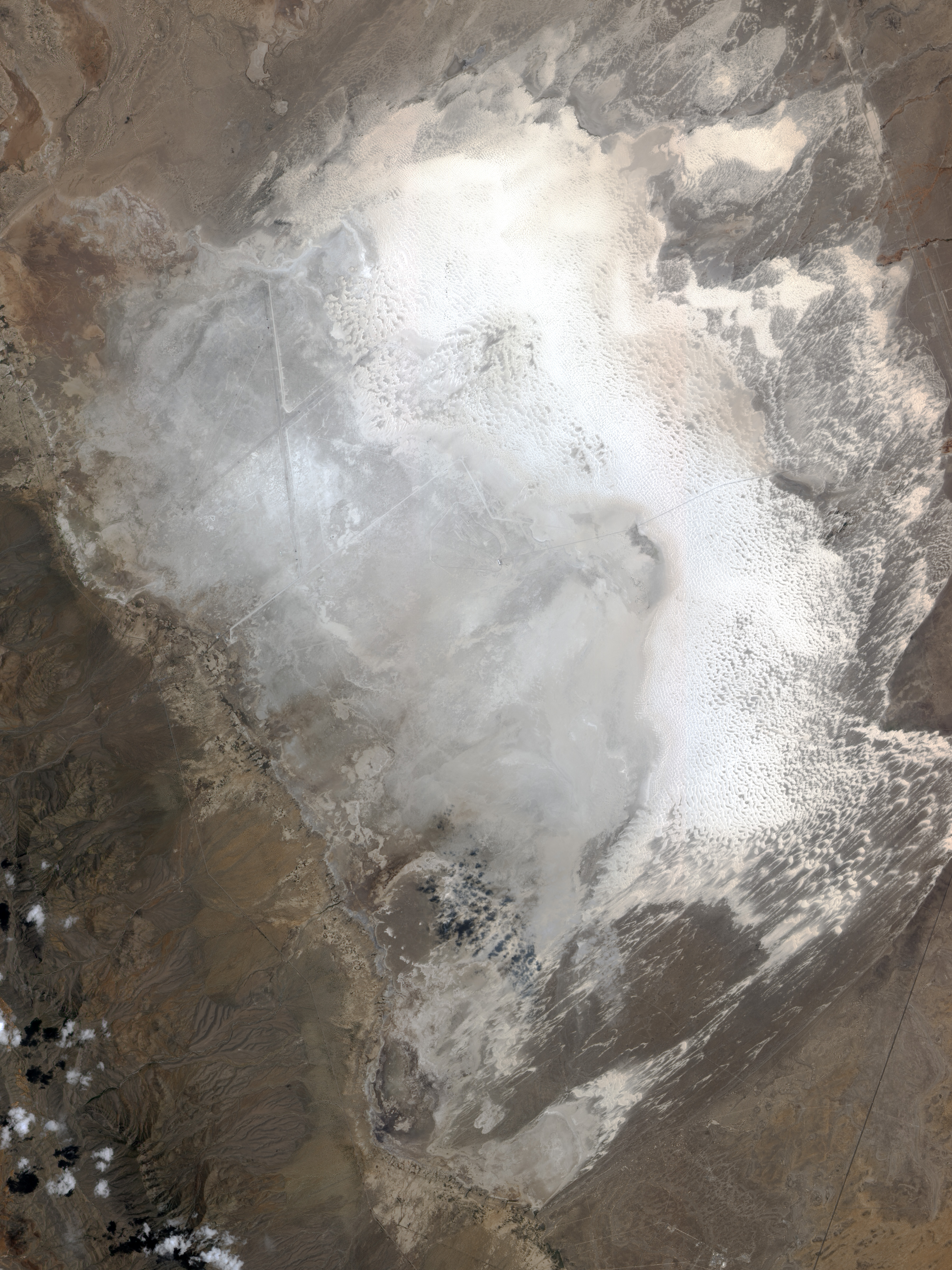
El Monumento desde el espacio.
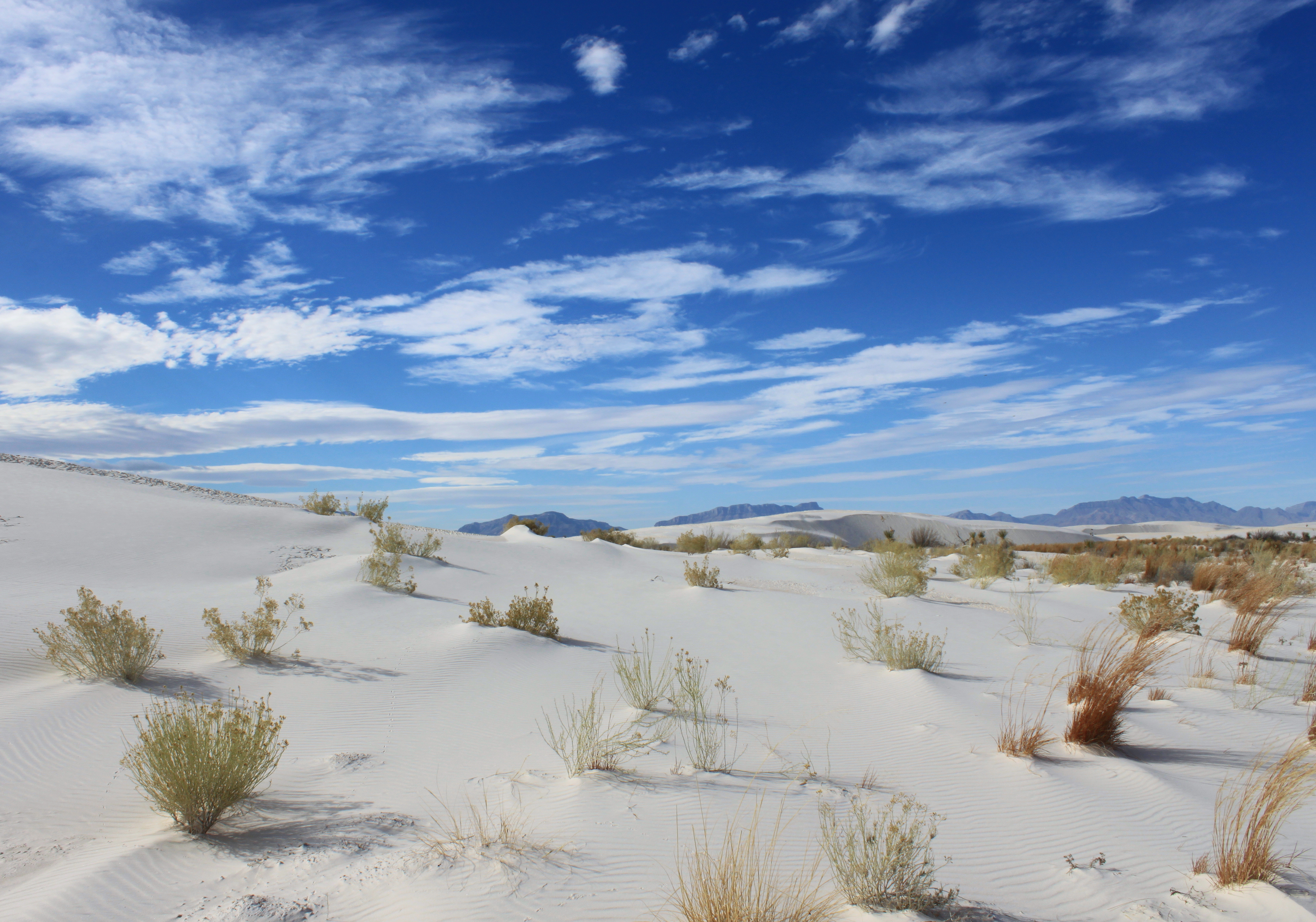
Vista de las Arenas Blancas